# 美团民宿
美团民宿，原名榛果民宿，是一家民宿短租预订平台。美团民宿于2017年4月12日正式上线，目前覆盖三百多个城市，房源数量达70万套。

## 历史
2017年4月，榛果民宿App正式上线。
2019年10月12日，美团榛果民宿更名为“美团民宿”。